# Liste von Sakralbauten in Windeck

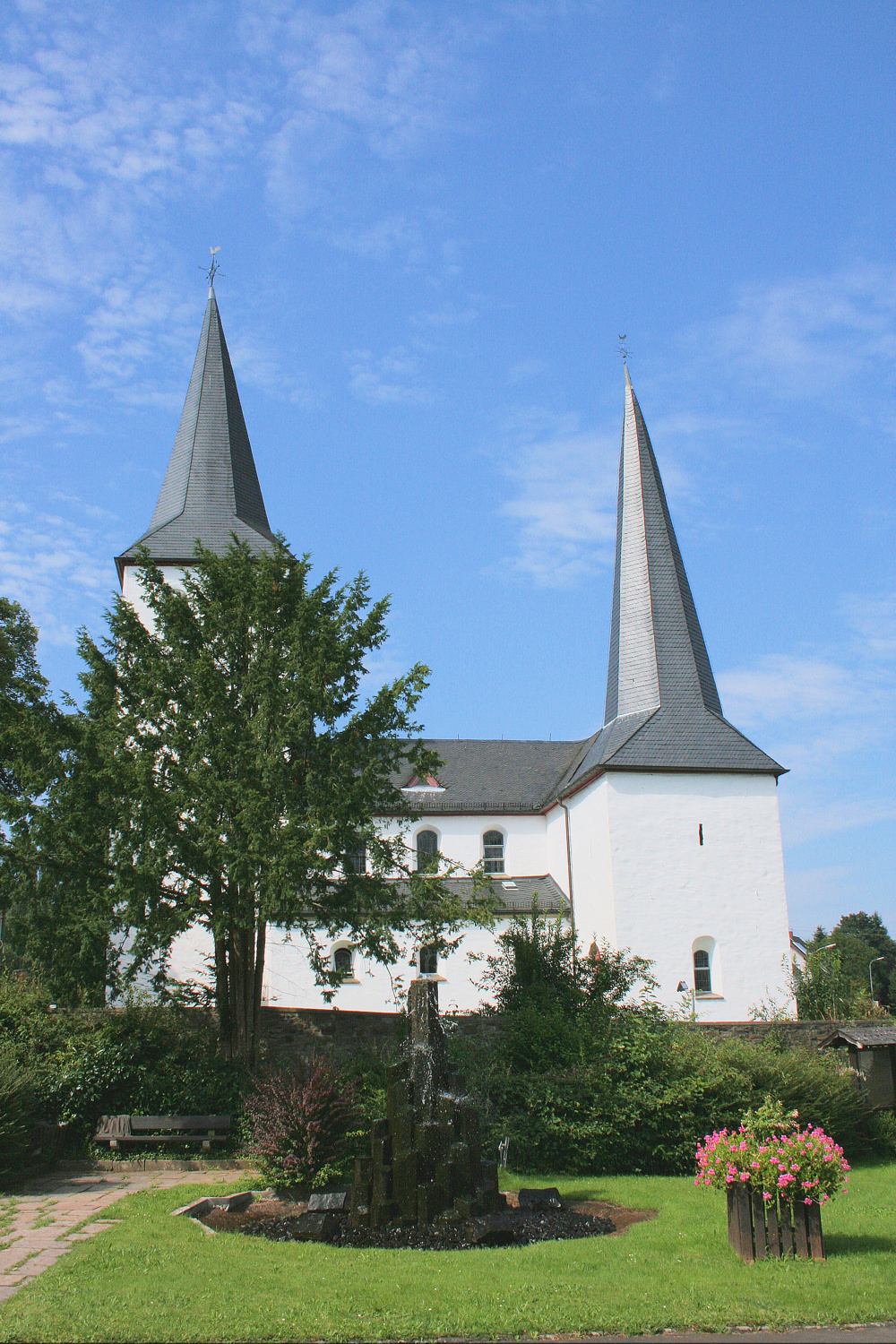
Die evangelische Kirche Leuscheid

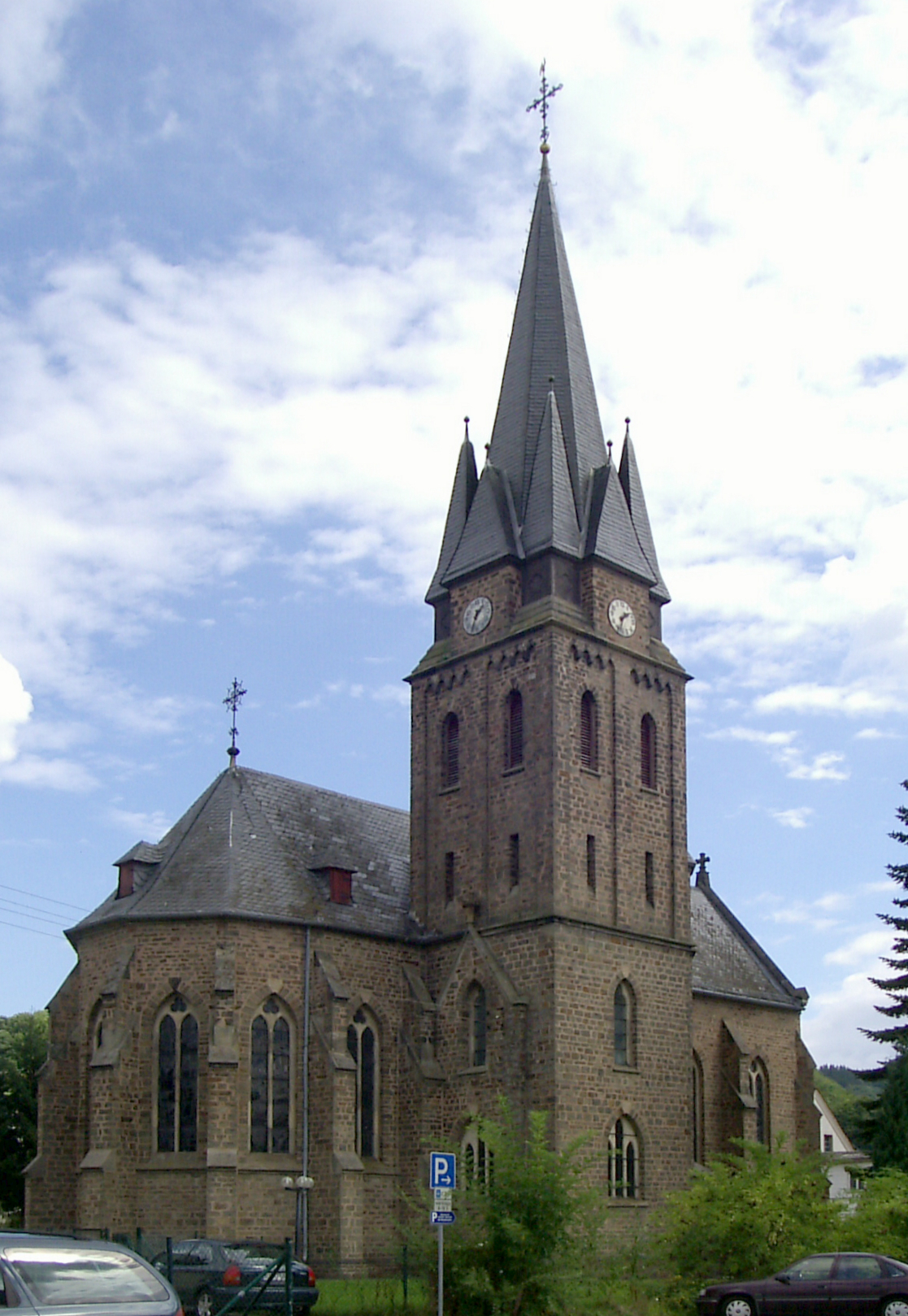
Sankt Joseph in Rosbach

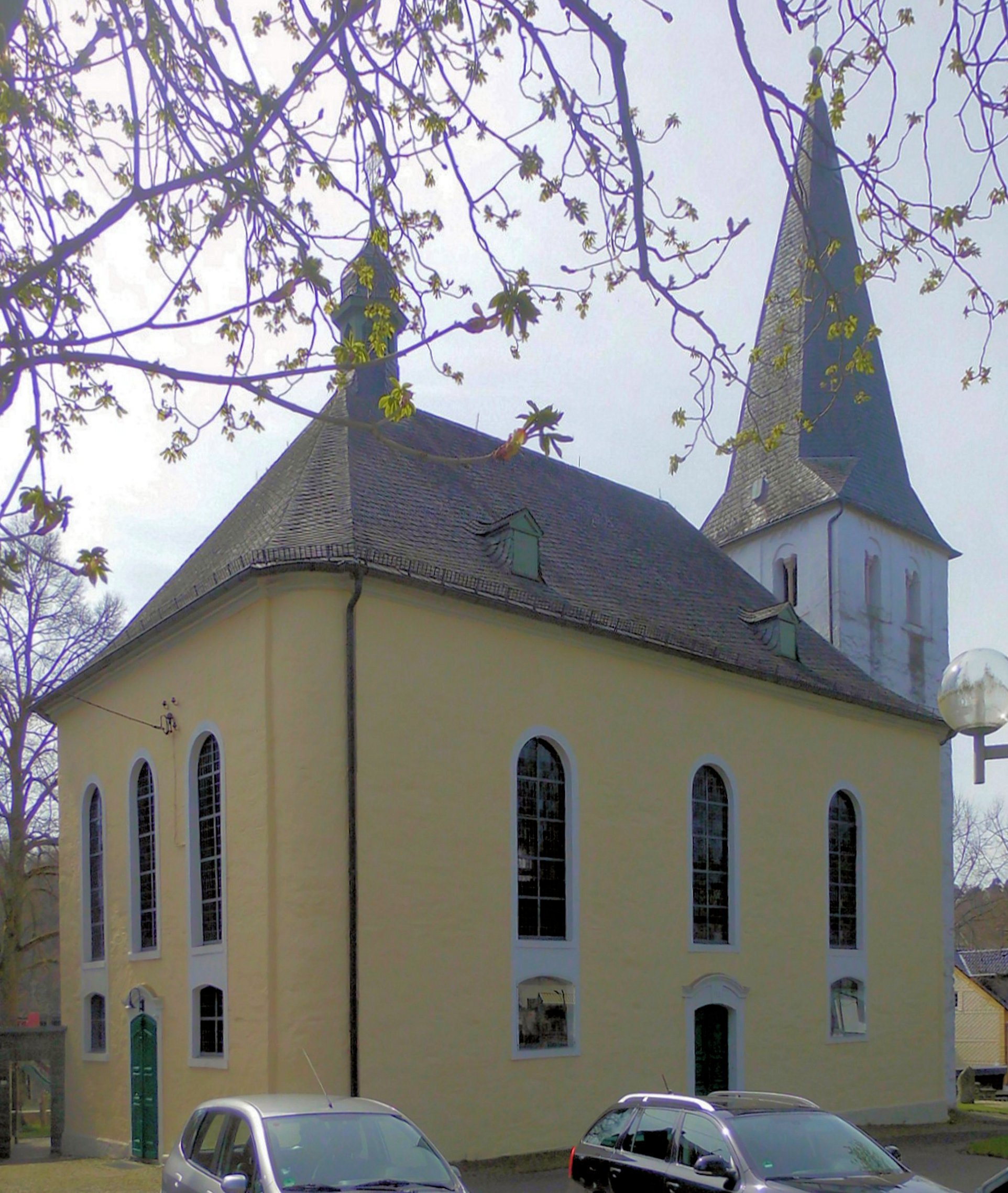
Die evangelische Kirche in Rosbach

Die Liste von Sakralbauten in Windeck zeigt die Sakralbauten, insbesondere christlichen Kirchengebäude wie Kirchen und Kapellen in der Gemeinde Windeck, Rhein-Sieg-Kreis, auf.

## Kirchen

### Katholische Kirchen
- Sankt Peter in Herchen
- Sankt Martin in Altenherfen auf der Herchener Höhe
- Sankt Laurentius in Dattenfeld, Siegtaldom genannt
- Sankt Joseph in Rosbach
- Sankt Maria Heimsuchung in Leuscheid
- Sankt Elisabeth in Schladern

### Evangelische Kirchen
- Freikirche in Gerressen (Baptisten)
- Freikirche in Imhausen (Baptisten)
- Kirche in Herchen
- Kirche in Leuscheid
- Kirche in Dattenfeld
- Salvatorkirche in Rosbach
- Friedenskirche in Schladern
- Auferstehungskirche in Öttershagen

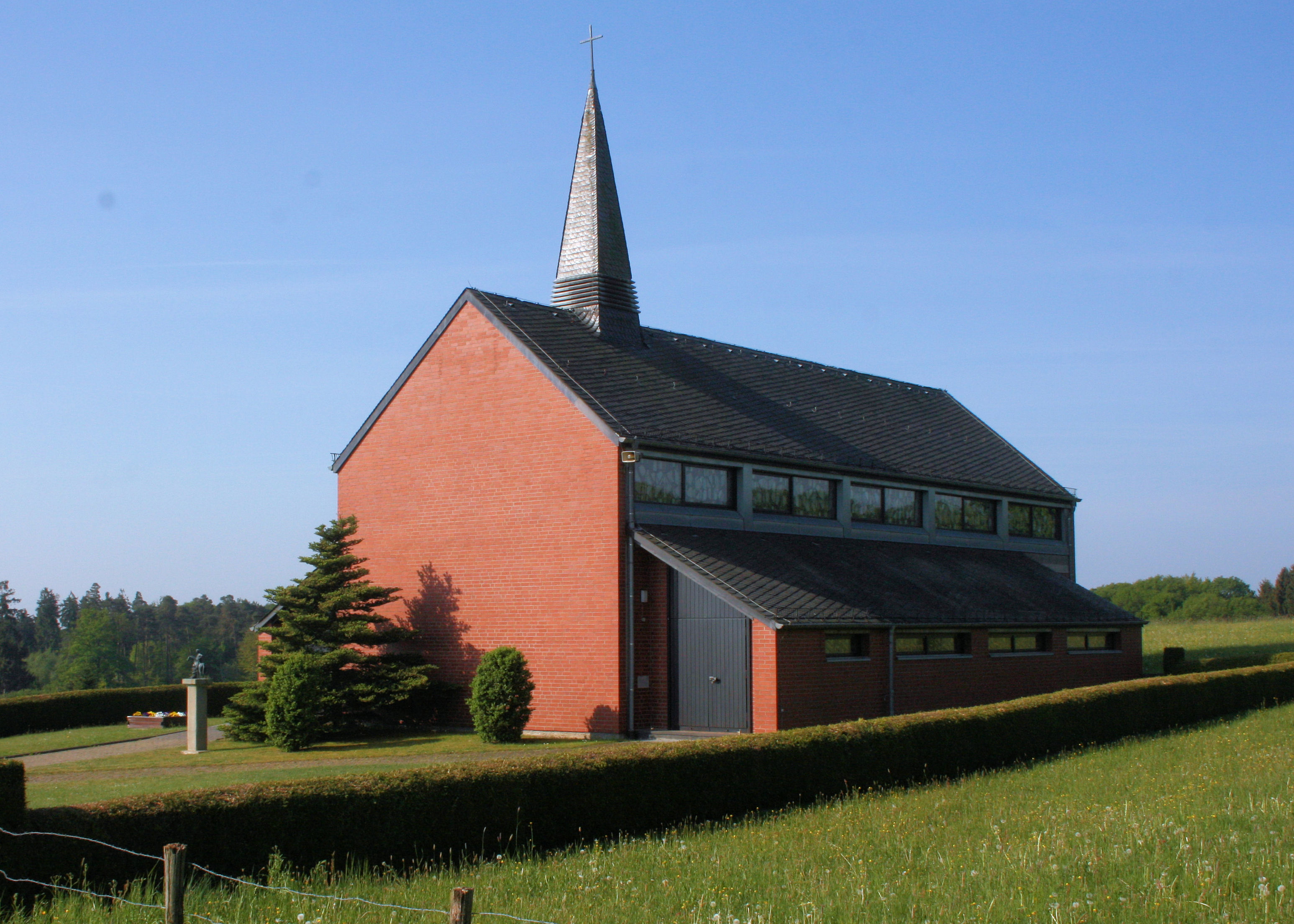
Sankt Martin in Altenherfen
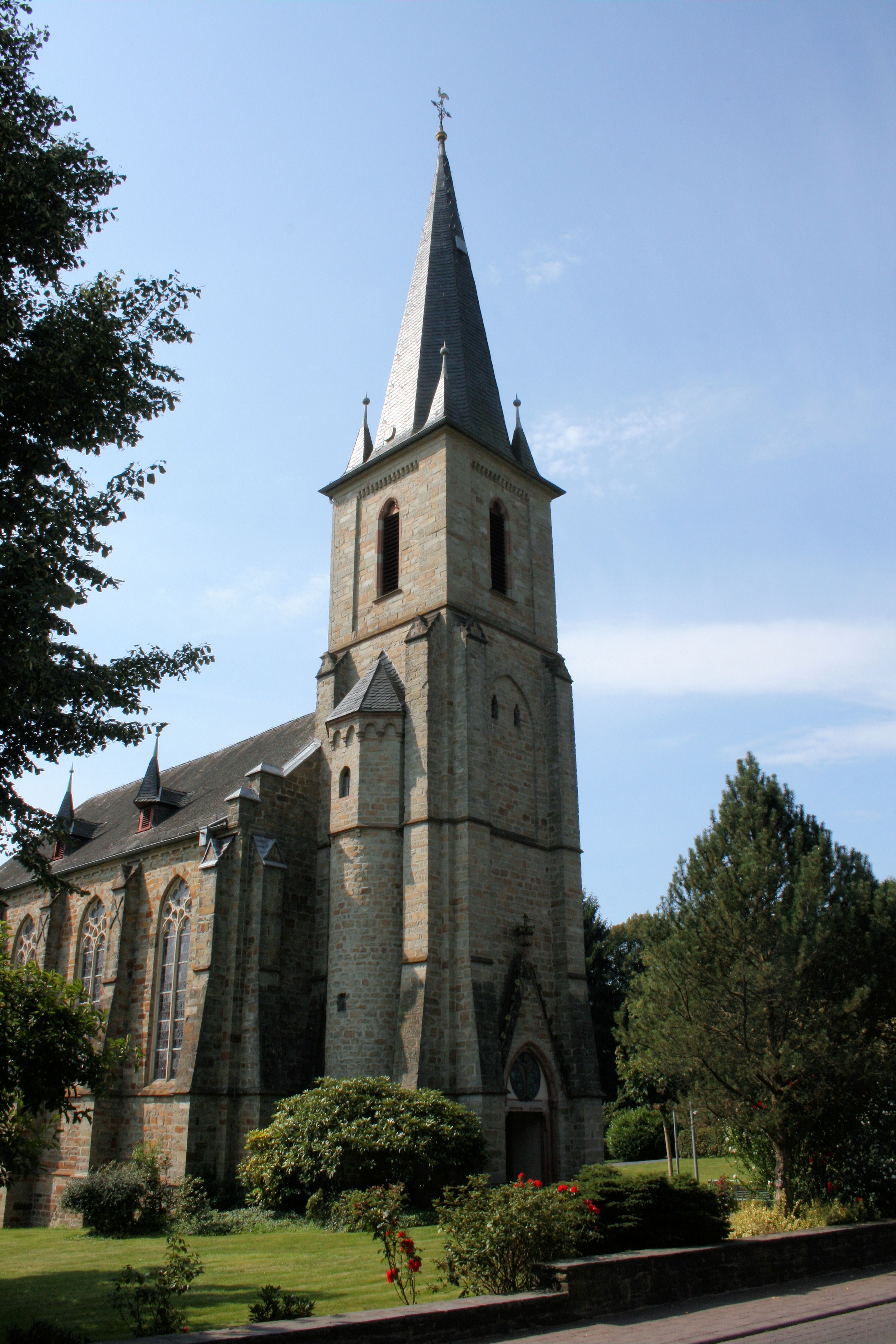
Die alte evangelische Kirche in Herchen
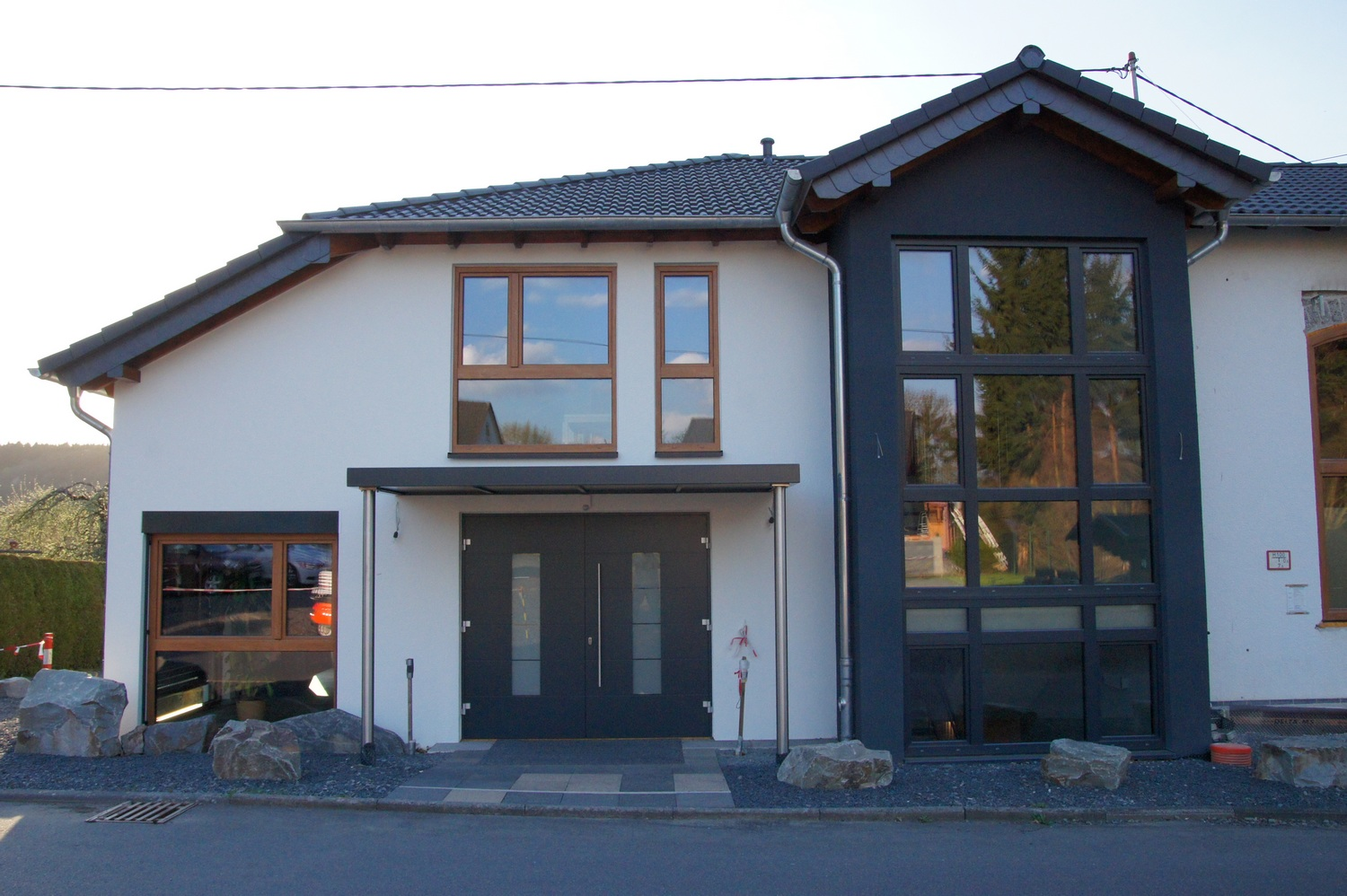
Neubau EFG Imhausen

## Kapellen

### Katholische Kapellen
- Josefskapelle in Gutmannseichen auf der Herchener Höhe
- Antoniuskapelle in Herchen
- Michaelskapelle in Hoppengarten
- Marienkirche (Kapelle) in Leuscheid (Windeck)
- Unsere Liebe Frau in Altwindeck
- Rochuskapelle in Wilberhofen
- Berger Kapelle in Dattenfeld
- Appolonia-Wegekapelle Dattenfeld
- Konradkapelle in Dreisel
- Heidegenkapelle in Rosbach, Alte Kapelle am Berg

### Evangelische Kapelle
- Kapelle in Stromberg

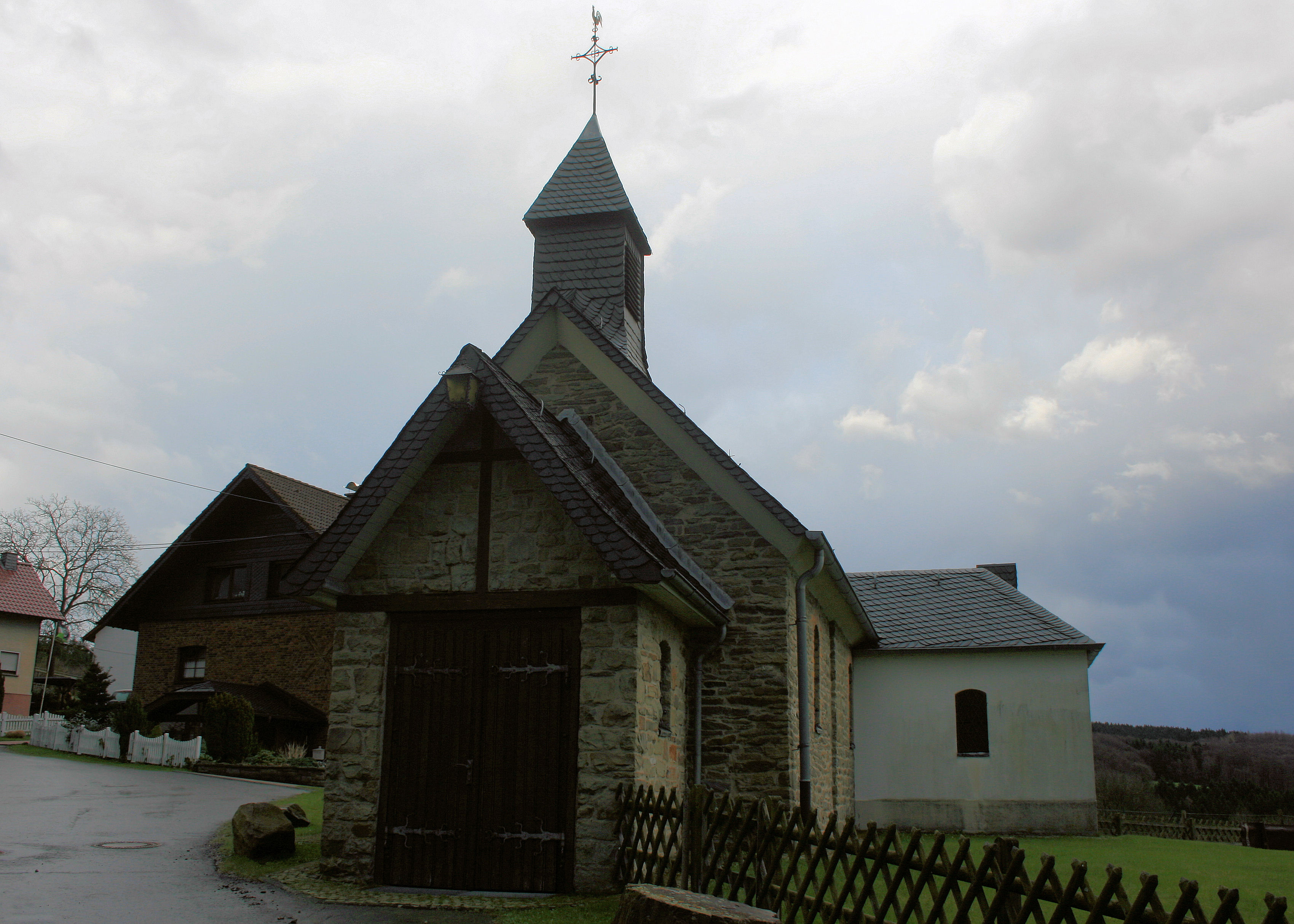
Die Josefskapelle
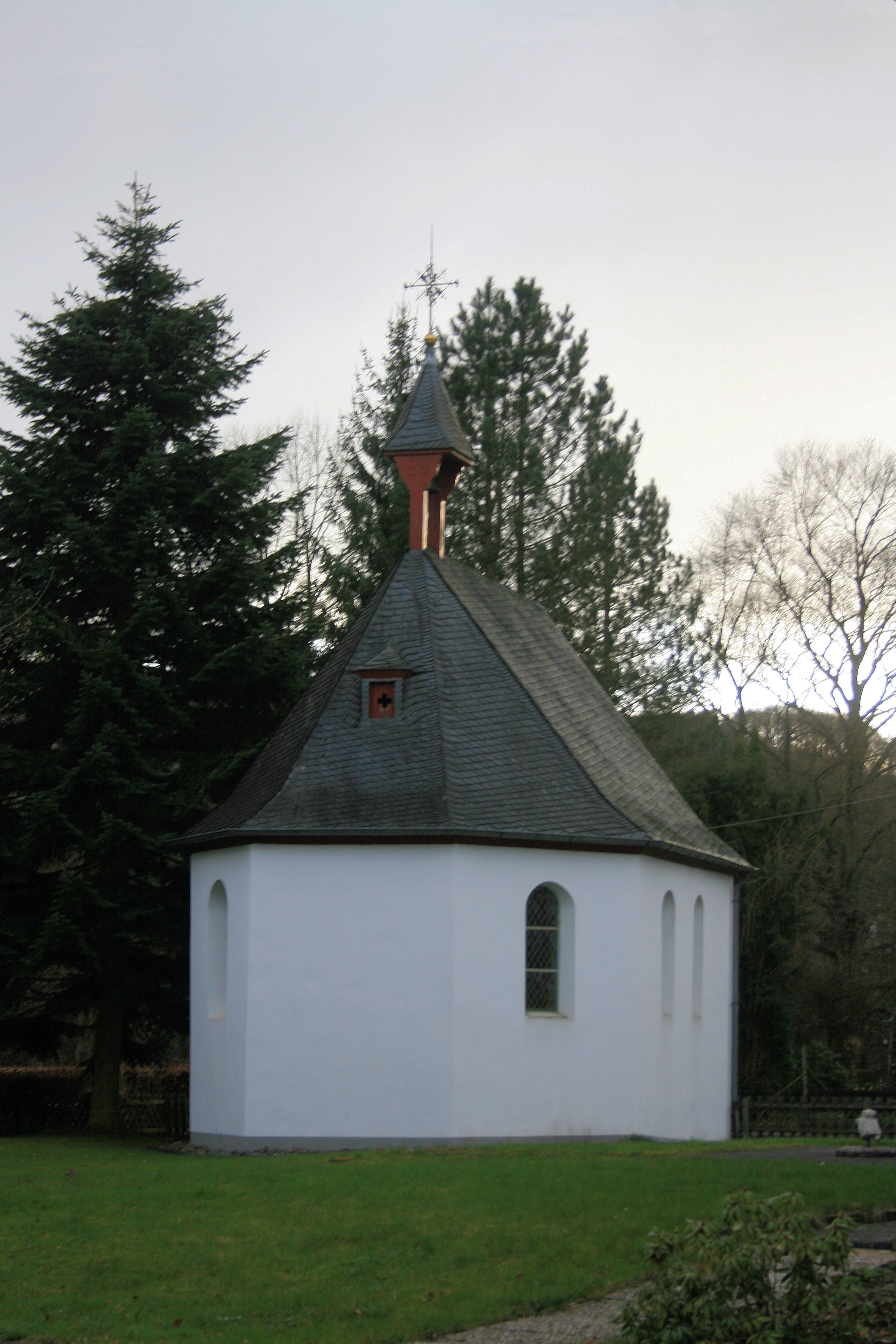
Die Antoniuskapelle in Herchen
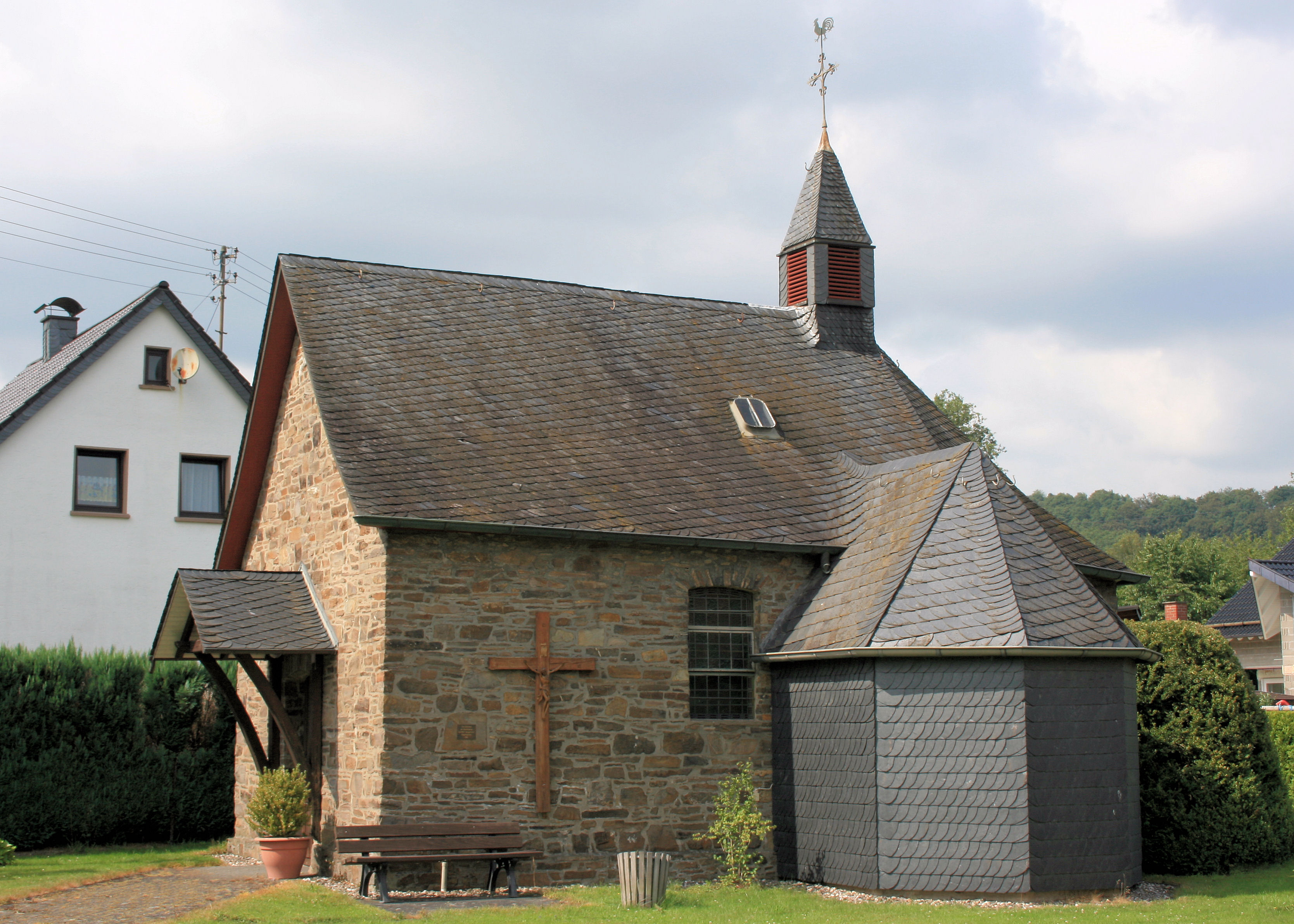
Die Kapelle in Hoppengarten
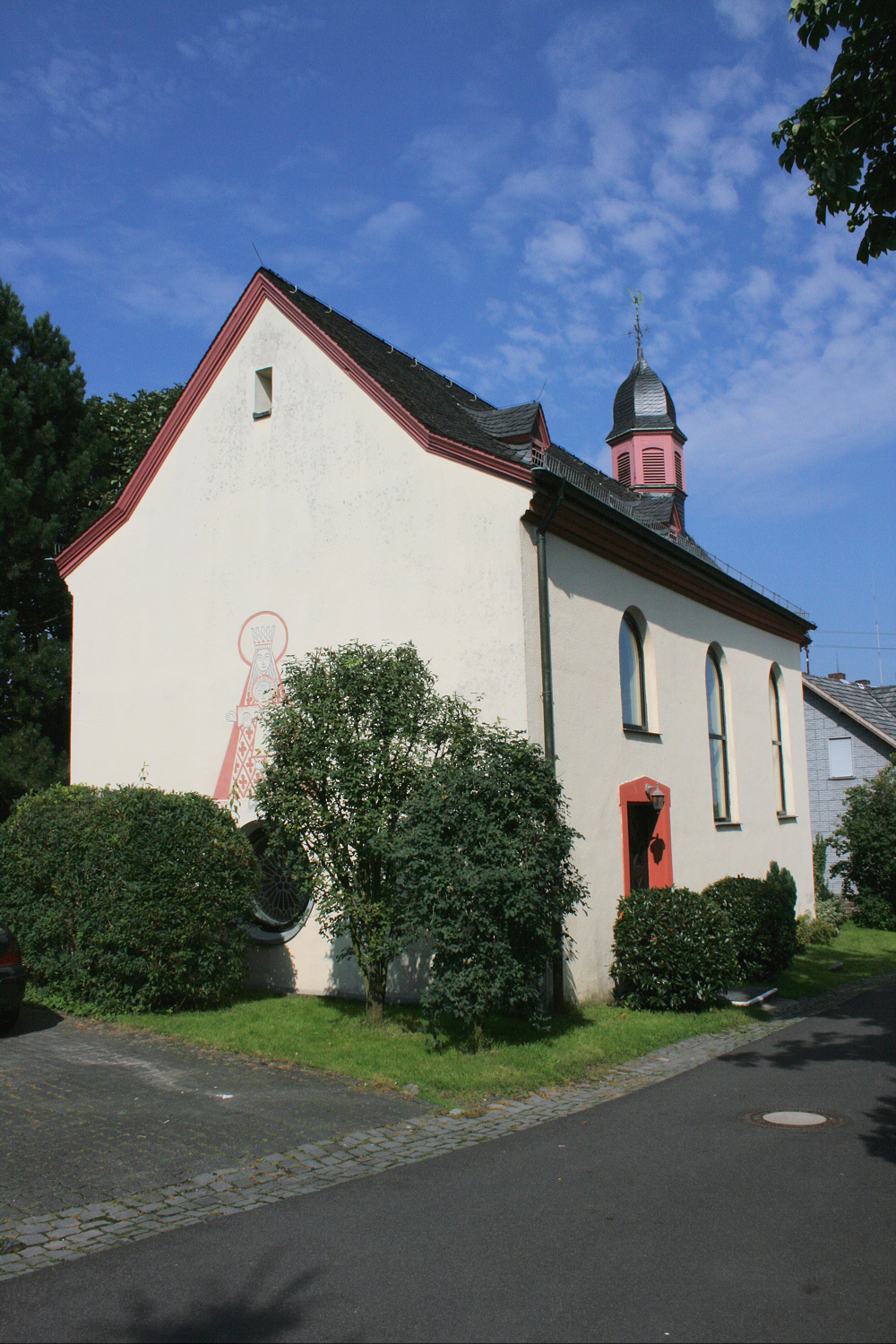
Die Kapelle in Leuscheid von 1717
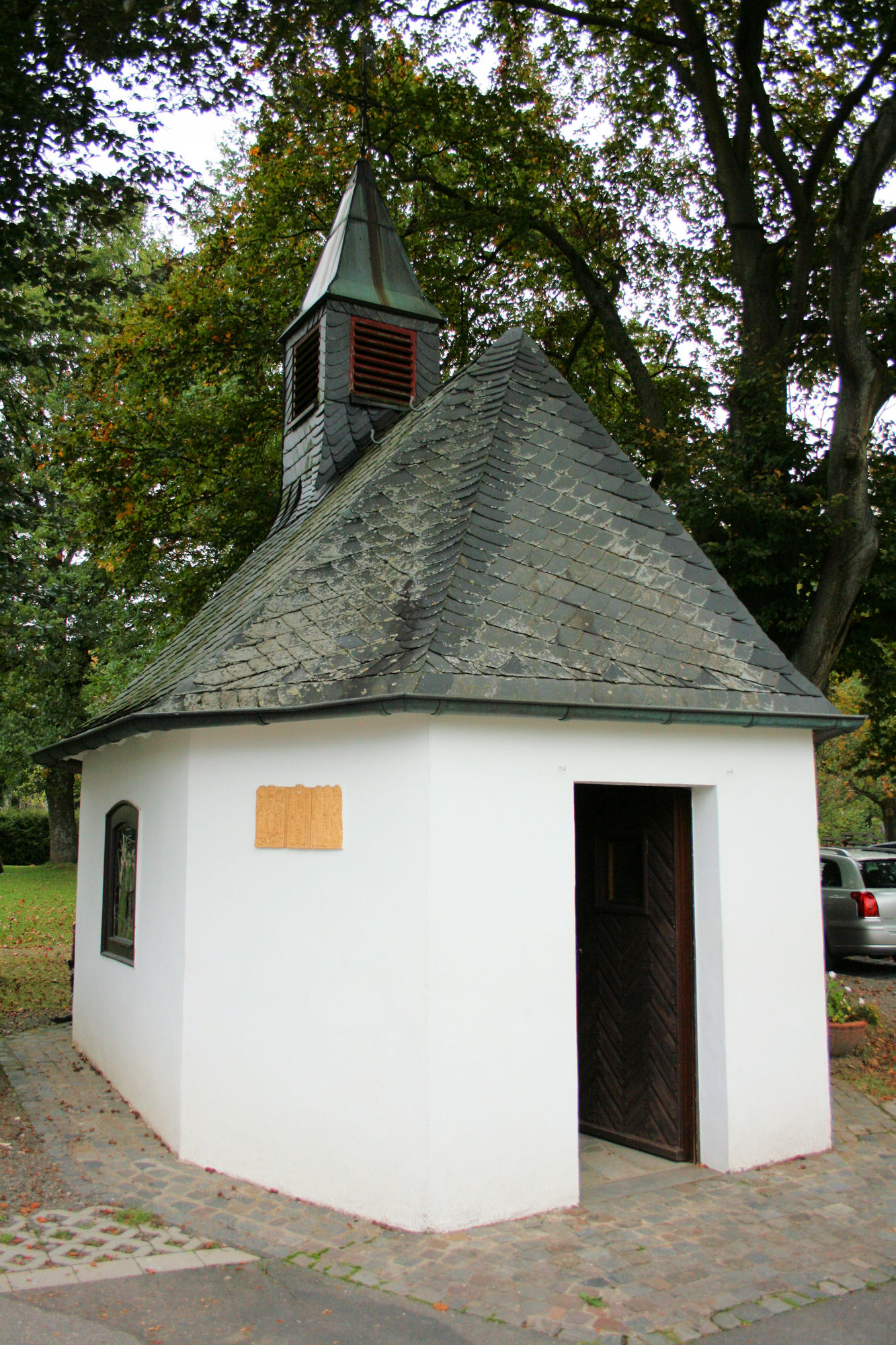
Kapelle Unsere liebe Frau in Altwindeck
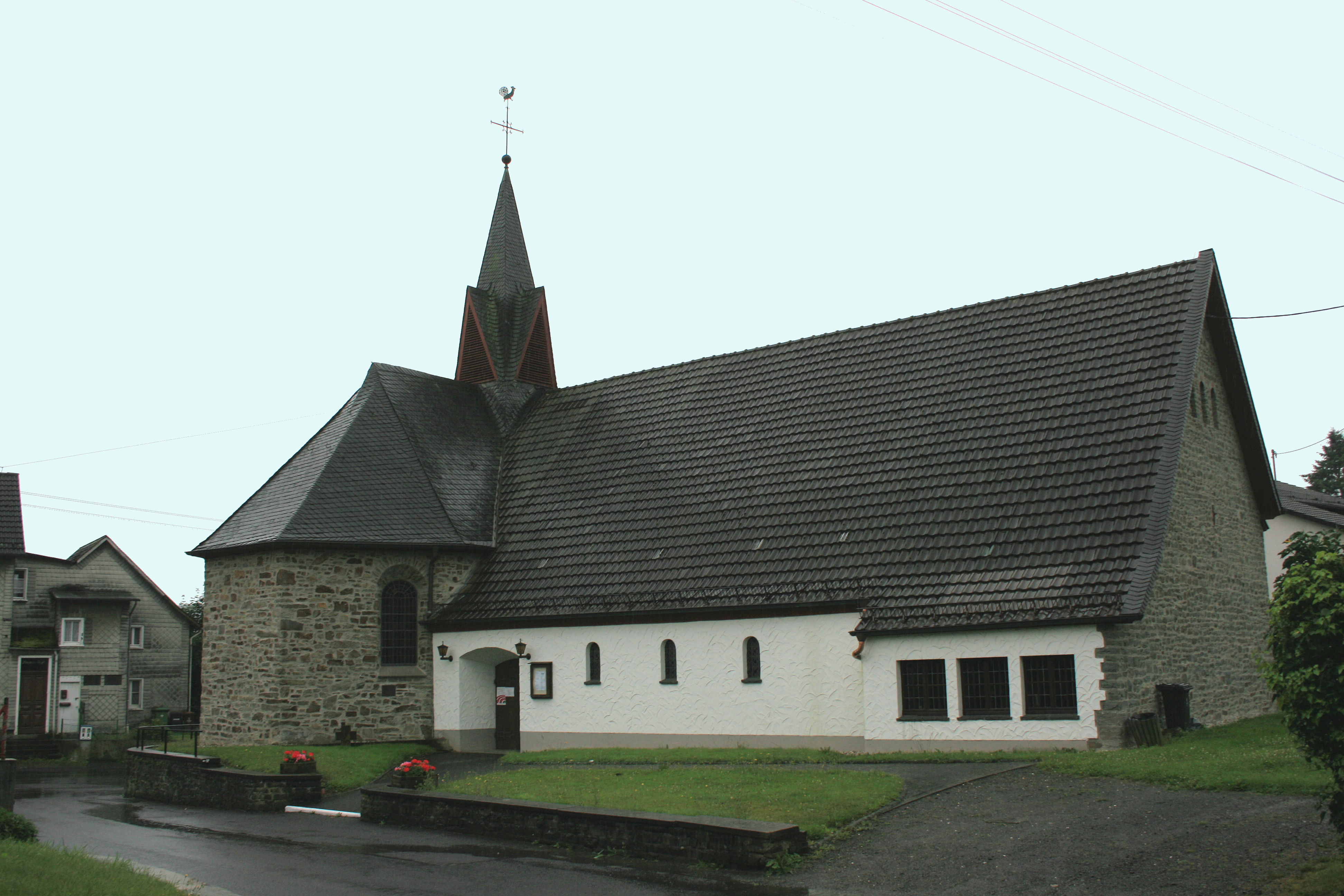
Die Kapelle in Wilberhofen
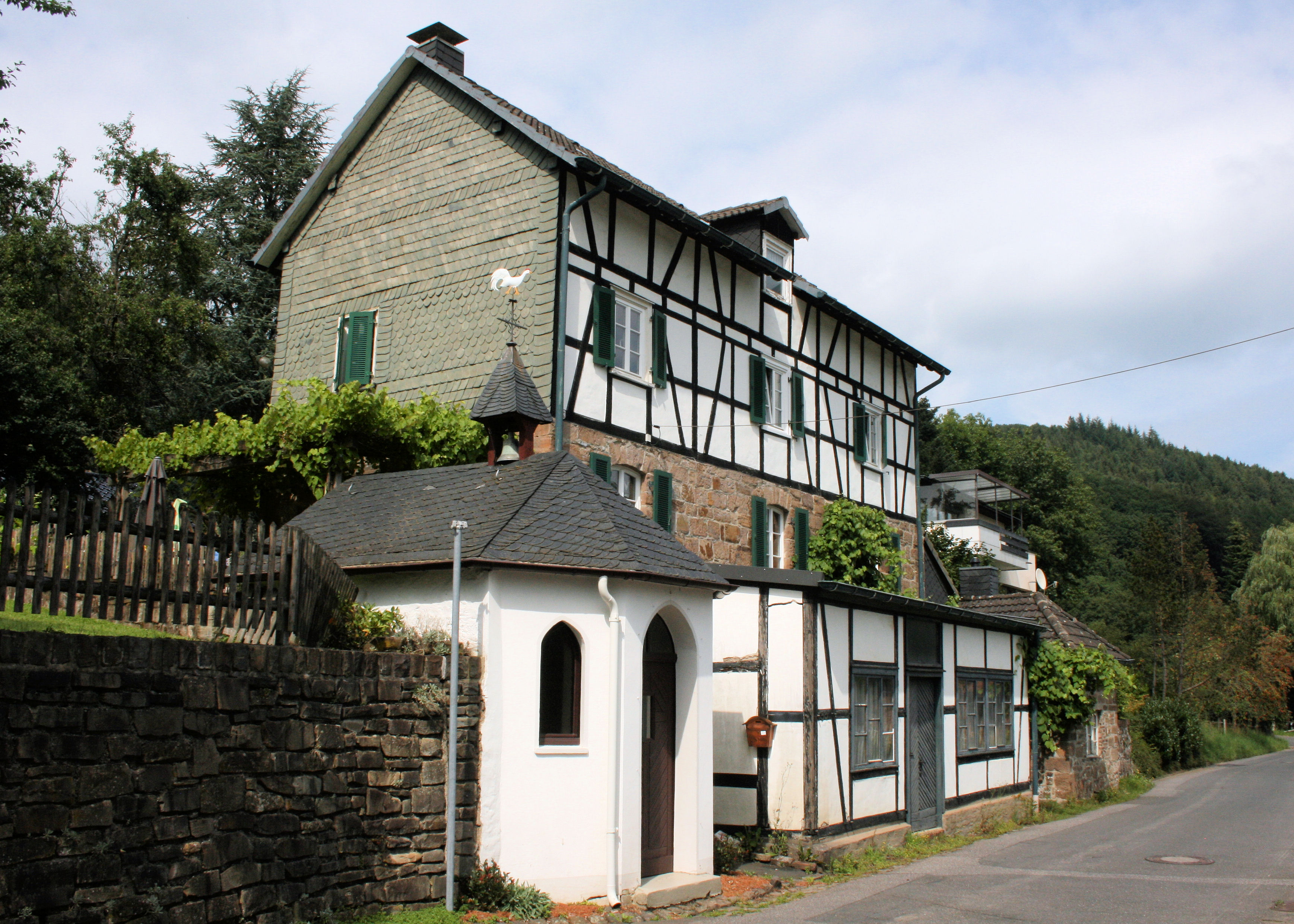
Die Berger Kapelle in Dattenfeld
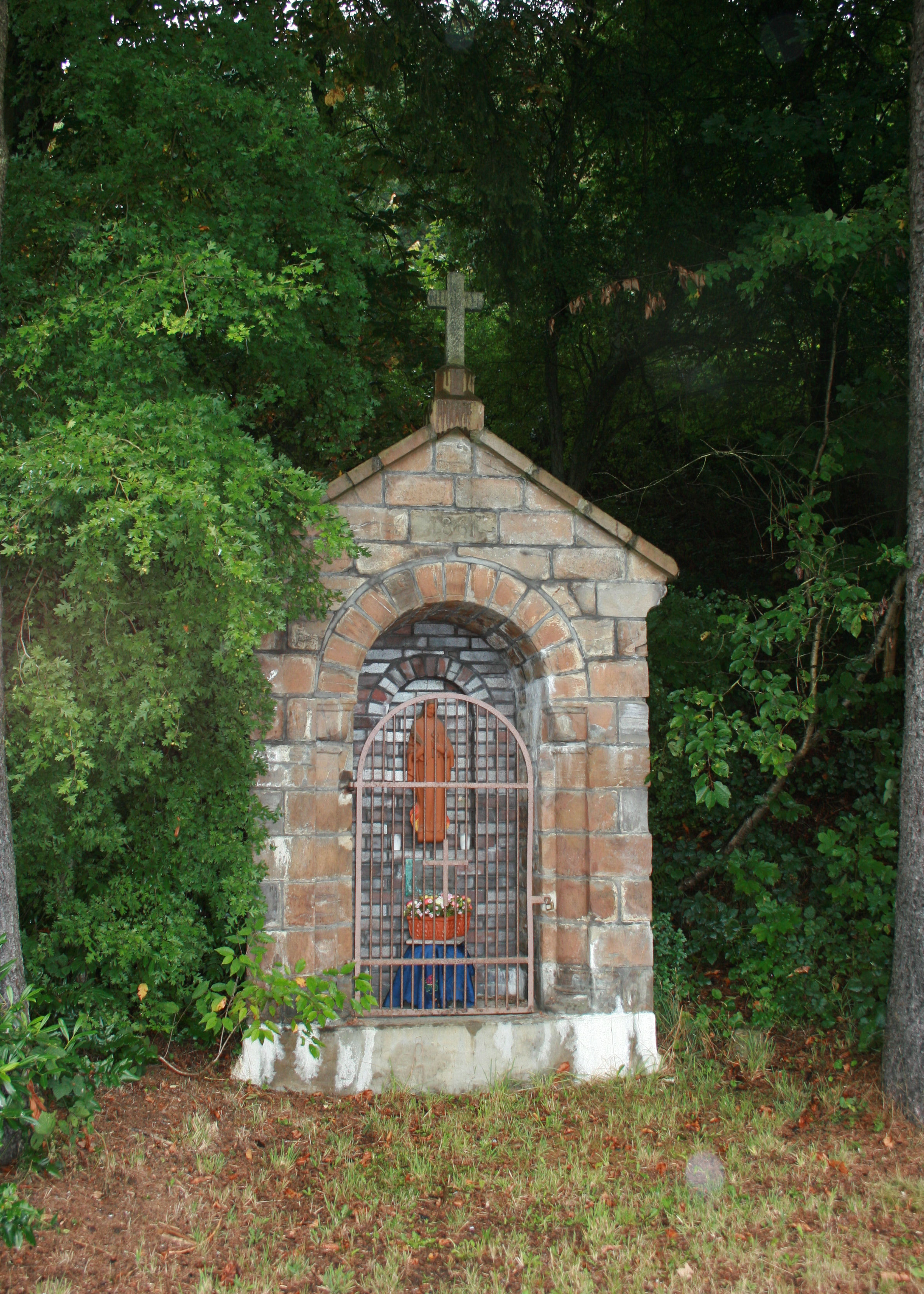
Die Appolonia bei Dattenfeld
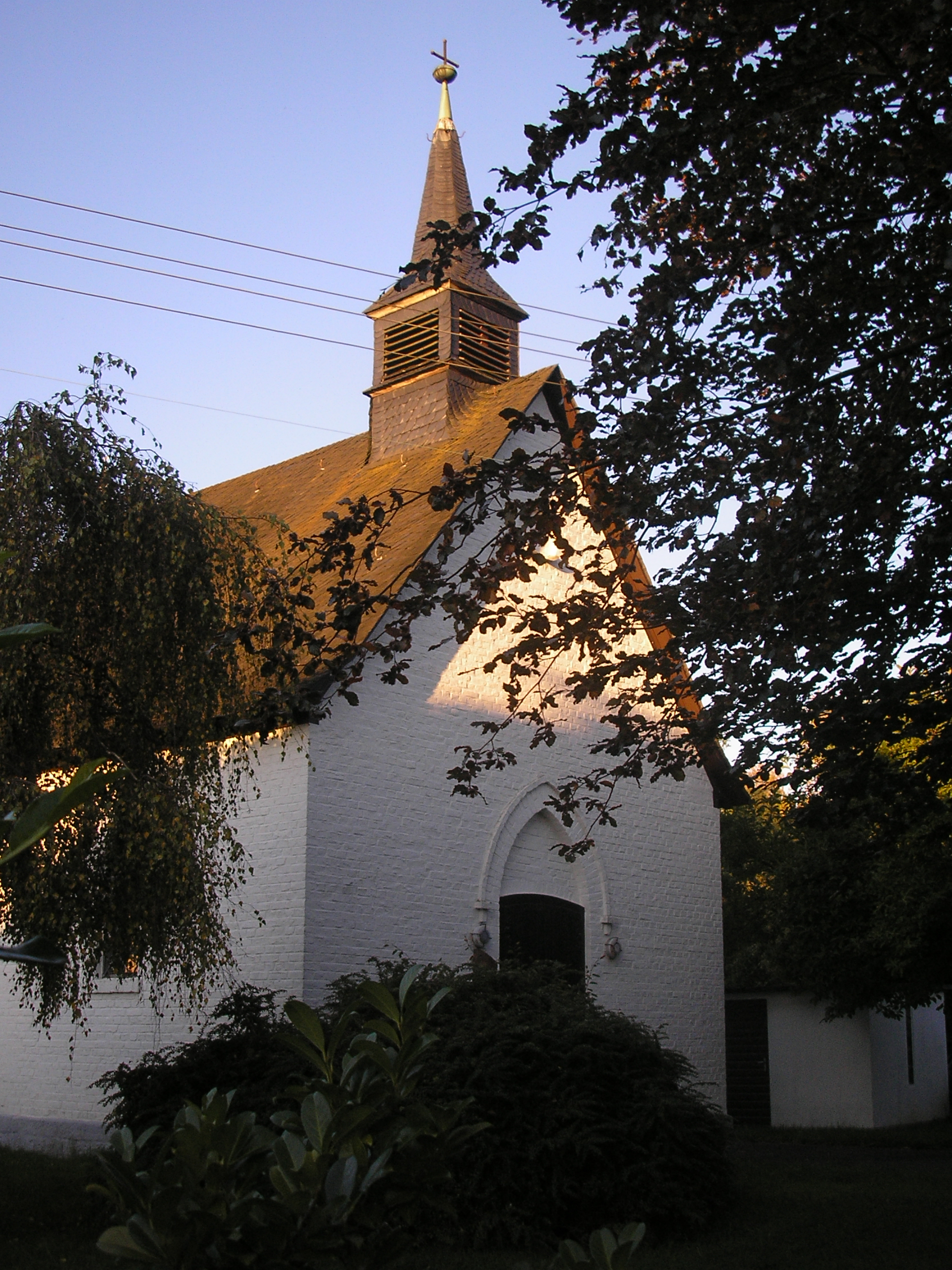
Ev. Kapelle in Stromberg